# InterTeen
InterTeen was een christelijke, interkerkelijke jongerenorganisatie in Nijmegen. Van 2004 en 2016 werden er avonden, kampen en projecten georganiseerd voor jongeren vanaf 12 jaar. Het motto was: 'Be Part Of It'.

## Geschiedenis
In maart 2004 werd onder de noemer "InterTeenChurch" de eerste interkerkelijke avond georganiseerd door een paar jeugdleiders van verschillende kerken. In 2005 werd de naam ingekort tot InterTeen. In 2008 werd Stichting InterTeen opgericht. Sinds januari 2009 werden er jaarlijks twee kampen georganiseerd: InterTeen Summercamp in de zomervakantie en InterTeen WKND in januari. Vanaf 2010 werden de maandelijkse avonden in Jongerencentrum Staddijk gehouden. Het tienjarig jubileum werd in 2014 gevierd in het Honigcomplex, waar de avonden vanaf september 2015 ook vast gehouden werden. Op 23 juli 2016 werd de laatste avond gehouden in Fort Boven-Lent. Hierna werd de organisatie opgeheven.

## Muziek
Muziek was een belangrijk onderdeel van de jongerenbeweging. InterTeen had drie bands (InterTeen Band, Whatthefaith en Devotion Band) en heeft in totaal twee cd's en één single uitgebracht:

### Discografie
- 2010 We Shine (livealbum InterTeen Summercamp 2010)
- 2013 Nooit Alleen[1] (Single met Har Megiddo)
- 2015 Niets Tussen Ons In[2]

## Projecten

### Sportproject
Sinds 2009 werd er een Athletes in Action sportproject georganiseerd in de wijk Hatert. Vanaf 2012 werd dit project ook in Nijmegen-Noord opgestart en vanaf 2015 in Heseveld. Vanaf 2013 ging dit project door onder een onafhankelijke naam Move@Nijmegen.

### Missionaire projecten
- Er werden missiereizen georganiseerd naar Oekraïne en Moldavië.
- Met de kerst bezochten jongeren verschillende verzorgingstehuizen om kerstliedjes te zingen.
- 17 oktober 2009 werd er een City Impact georganiseerd in samenwerking met David de Vos van Go and Tell.

### Maand van de School
Van 2013 tot 2015 stond de maand februari in het teken van school. Er werden extra filmavonden, gebedsevenementen en outreach acties op scholen gehouden, waarbij er aandacht was voor verschillende thema's. Ieder jaar was er een thema en een bijpassende muziekvideo. De thema's waren Ken Geen Angst (2013), Woorden Hebben Kracht (2014) en Dit Is Goud (2015).

### InterTeen Schoolagenda
Sinds 2013 werd er ook een eigen schoolagenda uitgegeven:
- 2013: Do You Believe It?
- 2014: Live It
- 2015: It's My Life (i.s.m. Visje)